# Quernheim (Nedersaksen)
Quernheim is een gemeente in de Duitse deelstaat Nedersaksen. De gemeente maakt deel uit van de Samtgemeinde Altes Amt Lemförde in het Landkreis Diepholz. Quernheim telt 476 inwoners.
- Gemeinsame Normdatei: 4116881-1